# Mine d'Haerwusu
 (mars 2025).
La mine d'Haerwusu est une mine de charbon à ciel ouvert situé en Mongolie-intérieure en Chine. Elle serait la plus importante mine charbonnière à ciel ouvert du pays. Elle est exploitée par le groupe Shenhua. Sa production a démarré en 2008, pour un coût de 1,1 milliard de dollars.